# Чрний Врх (Табор)
Чрний Врх (словен. Črni Vrh) — поселення в общині Табор, Савинський регіон, Словенія.
Висота над рівнем моря: 582,7 м.